# サイファー (ヒップホップ)
サイファーは、複数人が輪になって即興でラップをすることである。

## 概要
アメリカ合衆国のヒップホップ文化から派生したもので、公園や広場などでラッパーが集まり、円になりフリースタイルラップをし合うというもの。フリースタイルラップ(アドリブで行われるラップ)スキルを鍛錬したりラッパー同士の交流などを目的に行われる。基本的にはラジカセやスマートフォンなどから音を流し、そのビートに合わせ順番にラップを自由にしていくが、決まったルールはなく、割り込み型で行われたりと様々である。音がなくてもヒューマンビートボックスなどに合わせて行うこともできる。日本国内でも行われており、近年では駅前などでも定期的なものからゲリラ的なものまで行われている。
サイファーはアラビア語で「ゼロ」という意味であり、ゼロ(0)は輪っかのため、「みんなで輪になっている」という姿を、ゼロに見立てたとされる。